# La Bataille de San Sebastian
Pour plus de détails, voir Fiche technique et Distribution.
La Bataille de San Sebastian est un film réalisé par Henri Verneuil, sorti en 1968. Coproduction entre la France, l'Italie et le Mexique, il a été tourné en anglais au Mexique dans les décors du film Les Sept Mercenaires de John Sturges sorti en 1962. Son point de départ, un civil qui passe pour un curé, renvoie au film La Main gauche du Seigneur d'Edward Dmytryk, sorti en 1955.

## Synopsis
En 1743, au Mexique, durant la domination espagnole. Poursuivi par les troupes gouvernementales, le hors-la-loi Léon Alastray trouve refuge dans la vieille église franciscaine du père Joseph. Malgré les ordres répétés de ses supérieurs, ce dernier refuse de le livrer aux autorités et se voit bientôt exilé, en guise de sanction, à San Sebastian, un village perdu situé sur le territoire des Indiens Yaquis. Alastray l’accompagne. Mais quand les deux hommes parviennent à destination, ils découvrent un village désert, entièrement dévasté par les indiens Yaquis, menés par leur chef "Lance d'or", et son bras-droit, le métis nommé « Teclo ». Peu après, le père Joseph est tué ; en effet, les Yaquis ne veulent pas voir de missionnaire s'installer chez eux.
Les villageois croyant qu'Alastray est réellement prêtre, celui-ci va être amené, bien malgré lui, à remplacer son défunt bienfaiteur. Il va prendre fait et cause pour le village et ses habitants, succombant aux charmes de la séduisante Kinita. Jouant de ses relations avec Félicia (épouse du gouverneur), il obtiendra les moyens, humains et matériels, nécessaires à la défense du village (fortification, munitions, etc.). Ancien militaire, il entreprend alors d'organiser la défense du village contre le pillage prévu lors de la récolte du maïs. S'ensuit une bataille spectaculaire où il repoussera les indiens avant de les exterminer par ce qu'il convient d'appeler une opération de commando.
Le village connaissant alors la paix, un nouveau père (père Lucas) sera envoyé afin de remplacer Alastray, père "hors norme" aux yeux de la hiérarchie (vicaire général). Bien que la menace des Yaquis soit repoussée, les percepteurs du roi leur succéderont et Alastray, que les autorités n'ont pas oublié, n'aura plus qu'à s'enfuir un peu plus loin.

## Fiche technique
Sauf indication contraire, les informations mentionnées dans cette section peuvent être confirmées par la base de données cinématographiques Unifrance,  présente dans la section « Liens externes ».
- Titre français : La Bataille de San Sebastian
- Titre italien : I cannoni di San Sebastian
- Titre mexicain : Los cañones de San Sebastián
- Titre anglais : Guns for San Sebastian
- Réalisation : Henri Verneuil
- Scénario : Miguel Morayta, Ennio De Concini et James R. Webb, d'après le roman A wall for San Sebastian de William Barnaby Faherty
- Assistants réalisateur : Claude Pinoteau et Juan Luis Buñuel
- Musique : Ennio Morricone
- Photographie : Armand Thirard
- Décors : Robert Clavel et Roberto Silva
- Costumes : Yvonne Wood
- Montage : Françoise Bonnot
- Production : Jacques Bar
- Directeur de production : Jacques Juranville
- Pays de production :  France (majoritaire) -  Italie -  Mexique
- Langue de tournage : anglais
- Format : couleur (metrocolor) — 2,35:1 — 35 mm — son : mono
- Genre : western historique, dramatique
- Durée : 111 min
- Dates de sortie : 
  - Japon : 23 avril 1968
  - Royaume-Uni : 28 avril 1968
  - Mexique : 2 mai 1968
  - France : 14 mars 1969
- Affiche : Jean Mascii (France)

## Distribution
- Anthony Quinn (VF : André Valmy) : Leon Alastray
- Anjanette Comer : Kinita
- Charles Bronson (VF : Marcel Bozzuffi) : Teclo
- Sam Jaffe (VF : Henri Crémieux) : père Joseph
- Silvia Pinal : Félicia
- Jorge Martínez de Hoyos (VF : Raoul Curet) : Felipe Cayetano
- Jaime Fernández (VF : Sady Rebbot) : Lance d'or
- Rosa Furman : Agueda
- Leon Askin (VF : Jean-Henri Chambois) : vicaire général
- José Chávez : Antonito
- Ivan Desny (VF : lui-même) : capitaine Calleja
- Fernand Gravey : le gouverneur
- Pedro Armendáriz Jr. (VF : Michel Le Royer) : le père Lucas
- Jorge Russek (VF : Claude Joseph) : Pedro
- Aurora Clavel : Magdalena
- José Ángel Espinosa : Luis (sous le nom de Ferrusquilla)
- Pancho Córdova : Kino
- Enrique Lucero (es) : Renaldo
- Chano Urueta (VF : Paul Bisciglia) : Miguel
- Noé Murayama (VF : Michel Gatineau) : cap. Lopez
- Guillermo Hernández : Timoteo
- Francisco Reiguera (VF : Georges Riquier) : évêque
- Carlos Berriochea : Pablo
- Armando Acosta : Pascual
- Guy Fox : villageois
- Rico López : villageois
- Emilio Fernández
- Paul Frees : voix (non crédité)
- Julio Aldama : Diego

## Commentaires
Ce western se distingue d'à peu près tous les autres par l'époque où il est situé, le XVIIIe siècle. Par ailleurs, sa consonance religieuse qui voit dans le miracle une illusion, est à l'opposé de la production américaine (où Dieu est toujours aux côtés du héros). L'argument de départ (la défense d'un village rançonné par des bandits) rappelle très fortement celui du film Les Sept Mercenaires. Toutefois, le film de Verneuil se développe dans une optique différente : le héros est au départ opposé au pouvoir, mais son refus de l'autorité associé à l'abnégation d'un simple prêtre, désavoué par sa hiérarchie trop préoccupée de préserver ses bonnes relations avec le pouvoir en place, l'amènent à défendre les intérêts des habitants d'un petit village oublié (volontairement) de tous. À force d'obstination, Léon Alastray (le héros du film) fait renaître peu à peu ce village, lui procurant même une situation prospère et une reconnaissance officielle de la part de l'Église et de l'État qui l'avaient dédaigné auparavant.
Le film fut éreinté par la critique[réf. nécessaire].